# Dopo l'ultimo testimone
(copertina di Dopo l'ultimo testimone nell'edizione originale di Giulio Einaudi Editore)
Dopo l'ultimo testimone è un'opera scritta dallo "storico sociale delle idee" David Bidussa. Il testo, di 132 pagine ed edito nel 2009 per i tipi di Giulio Einaudi Editore, individua la via da seguire per evitare che la Memoria della Shoah possa trasformarsi in mera retorica. Che significato ha oggi la celebrazione del Giorno della Memoria? Quanto persuasivi possono essere ancora i racconti di chi visse sulla propria pelle la Shoah, i cosiddetti "ultimi testimoni" superstiti dell'Olocausto? E soprattutto dopo «avere ascoltato tante volte il racconto di quell'orrore ci ha reso davvero più consapevoli e attrezzati dinanzi al rischio di una sua ripetizione?». In sei capitoli, lo storico analizza con un linguaggio schietto «la retorica della memoria pubblica con i suoi meccanismi rituali e le sue debolezze» giungendo fino al momento, fra qualche anno, in cui anche l'ultimo testimone oculare della Shoah non sarà più con noi e «resteremo solo noi a raccontare le vittime e i carnefici con gli strumenti della storia».

## Premessa
Con questo saggio Bidussa si rivolge soprattutto ai suoi colleghi storici. Quando infatti l'ultimo testimone oculare della Shoah sarà scomparso, e non sarà più possibile ascoltare "la storia" dai diretti testimoni, «ciò che resterà saranno solo i documenti e dunque sarà più che mai cruciale la capacità di leggerli, interpretarli e interrogarli»